# Dickinson (Fernsehserie)
Dickinson ist eine US-amerikanische Dramedy-Fernsehserie von Alena Smith über die Dichterin Emily Dickinson. In der titelgebenden Hauptrolle ist Hailee Steinfeld zu sehen. Die erste Staffel hatte am 1. November 2019 sowohl in den USA als auch im deutschsprachigen Raum beim Streamingdienst Apple TV+ Premiere. Die zweite Staffel startete mit drei Folgen am 8. Januar 2021, jeden Freitag wurde eine weitere Folge veröffentlicht. Die dritte Staffel startete mit drei Folgen am 5. November 2021.

## Handlung
Dickinson spielt in der Zeit von Emily Dickinson mit einer modernen Sensibilität und einem modernen Ton. Die Serie nimmt die Zuschauer mit in die Welt von Emily und erforscht auf kühne Weise die Zwänge von Gesellschaft, Geschlecht und Familie aus der Perspektive einer angehenden Schriftstellerin, die nicht in ihre eigene Zeit passt, und zwar durch ihre fantasievolle Sichtweise. Dickinson ist Emilys Coming-of-Age-Geschichte - der Kampf einer Frau, sich Gehör zu verschaffen. Die Handlung kreist dabei um die heimliche Liebe zwischen Emily und ihrer Freundin und späteren Schwägerin Sue.

## Besetzung und Synchronisation
| Rolle                      | Schauspieler     | Auftritte (Episoden) | Synchronsprecher |
| -------------------------- | ---------------- | -------------------- | ---------------- |
| Emily Dickinson            | Hailee Steinfeld | 1.01–3.10            | Maresa Sedlmeir  |
| Edward Dickinson           | Toby Huss        | 1.01–3.10            | Matthias Klie    |
| Emily Norcross Dickinson   | Jane Krakowski   | 1.01–3.10            | Carin C. Tietze  |
| Austin Dickinson           | Adrian Enscoe    | 1.01–3.10            | Felix Mayer      |
| Lavinia „Vinnie“ Dickinson | Anna Baryshnikov | 1.01–3.10            | Laura Jenni      |
| Sue Gilbert                | Ella Hunt        | 1.01–3.10            | Marcia von Rebay |

## Episodenliste

### Staffel 1
| Nr. (ges.)                                                                                | Nr. (St.) | Deutscher Titel                        | Originaltitel                    | Erstveröffentlichung USA | Deutschsprachige Erstveröffentlichung (D/A/CH) | Regie              | Drehbuch                       |
| ----------------------------------------------------------------------------------------- | --------- | -------------------------------------- | -------------------------------- | ------------------------ | ---------------------------------------------- | ------------------ | ------------------------------ |
| 1                                                                                         | 1         | Weil ich beim Tod nicht halten konnte  | Because I could not stop         | 1. Nov. 2019             | 1. Nov. 2019                                   | David Gordon Green | Alena Smith                    |
| Emily startet den Versuch, ein Gedicht zu veröffentlichen. Mit Wiz Khalifa als Gaststar.  |           |                                        |                                  |                          |                                                |                    |                                |
| 2                                                                                         | 2         | ‚Vulkane‘ hab ich nie gesehen          | I have never seen ’Volcanoes     | 1. Nov. 2019             | 1. Nov. 2019                                   | David Gordon Green | Alena Smith & Rachel Axler     |
| Durch eine List gelingt es Emily und Sue, eine Vorlesung zu besuchen.                     |           |                                        |                                  |                          |                                                |                    |                                |
| 3                                                                                         | 3         | Sturmnächte                            | Wild nights                      | 1. Nov. 2019             | 1. Nov. 2019                                   | Lynn Shelton       | Alena Smith & Ali Waller       |
| Emily und Austins Liebe zu Sue führt zu Spannungen                                        |           |                                        |                                  |                          |                                                |                    |                                |
| 4                                                                                         | 4         | Allein, kann ich nicht sein            | Alone, I cannot be               | 1. Nov. 2019             | 1. Nov. 2019                                   | Lynn Shelton       | Alena Smith                    |
| Als ihr Lieblingsbaum in Gefahr ist, sucht Emily Hilfe bei einem Autor (John Mulaney).    |           |                                        |                                  |                          |                                                |                    |                                |
| 5                                                                                         | 5         | Um meinen Leib ist es mir bang         | I am afraid to own a Body        | 1. Nov. 2019             | 1. Nov. 2019                                   | Silas Howard       | Alena Smith & Ken Greller      |
| Emily stellt sich in ihrem Shakespeare-Club schwierige Fragen.                            |           |                                        |                                  |                          |                                                |                    |                                |
| 6                                                                                         | 6         | Kurz, doch geduldig krank sein         | A brief, but patient illness     | 1. Nov. 2019             | 1. Nov. 2019                                   | Silas Howard       | Rachel Axler                   |
| Dank vorgetäuschter Krankheit lernt Emily den Anwaltsgehilfen ihres Vaters kennen.        |           |                                        |                                  |                          |                                                |                    |                                |
| 7                                                                                         | 7         | Wir verlieren – bei Gewinn             | We lose – because we win         | 1. Nov. 2019             | 1. Nov. 2019                                   | Stacie Passon      | Robbie Macdonald & Alena Smith |
| Am Tag der Wahl ihres Vaters versucht Emily ein neues Gedicht zu veröffentlichen.         |           |                                        |                                  |                          |                                                |                    |                                |
| 8                                                                                         | 8         | Ein gewisses Schräges Licht            | There’s a certain Slant of light | 1. Nov. 2019             | 1. Nov. 2019                                   | Stacie Passon      | Hayes Davenport                |
| An Weihnachten versucht sich Emily als brave Hausfrau. Mit Zosia Mamet als Gaststar.      |           |                                        |                                  |                          |                                                |                    |                                |
| 9                                                                                         | 9         | Der ‚Glaube‘ ward erfunden             | Faith’ is a fine invention       | 1. Nov. 2019             | 1. Nov. 2019                                   | Patrick Norris     | Darlene Hunt                   |
| Während einer Sonnenfinsternis steht Emily dem Todesschatten gegenüber.                   |           |                                        |                                  |                          |                                                |                    |                                |
| 10                                                                                        | 10        | Durchs Hirn schritt mir ein Leichenzug | I felt a Funeral, in my Brain    | 1. Nov. 2019             | 1. Nov. 2019                                   | Patrick Norris     | Alena Smith & Ali Waller       |
| Emilys Beziehungen stehen auf dem Prüfstand, als ein neues Kapitels ihres Lebens beginnt. |           |                                        |                                  |                          |                                                |                    |                                |

### Staffel 2
| Nr. (ges.) | Nr. (St.) | Deutscher Titel                         | Originaltitel                  | Erstveröffentlichung USA | Deutschsprachige Erstveröffentlichung (D/A/CH) | Regie              | Drehbuch                    |
| --- | --------- | --------------------------------------- | ------------------------------ | ------------------------ | ---------------------------------------------- | ------------------ | --------------------------- |
| 11 | 1         | Bevor mein Augenlicht erlosch           | Before I got my eye put out    | 8. Jan. 2021             | 8. Jan. 2021                                   | Christopher Storer | Alena Smith                 |
| Emilys einsame Dichter-Welt bricht zusammen, als Sue ihr den Zeitungsverleger Sam Bowles vorstellt, der Werke von Frauen abdrucken möchte.              |           |                                         |                                |                          |                                                |                    |                             |
| 12 | 2         | Ruhm ist ein launisches Mahl            | Fame is a fickle food          | 8. Jan. 2021             | 8. Jan. 2021                                   | Christopher Storer | Rachel Axler                |
| Ihr Sieg beim Amherst Backwettberb hinterlässt bei Emily einen ersten Vorgeschmack von Ruhm, doch sie hinterfragt den Nutzen.                           |           |                                         |                                |                          |                                                |                    |                             |
| 13 | 3         | Der einzige Geist, den ich je sah       | The only Ghost I ever saw      | 8. Jan. 2021             | 8. Jan. 2021                                   | Rosemary Rodriguez | Alena Smith & Sophie Zucker |
| Unsicher, ob sie Sam Bowles den Abdruck ihrer Werke erlauben soll, veranstaltet Emily eine Séance.                                                      |           |                                         |                                |                          |                                                |                    |                             |
| 14 | 4         | Das Gänseblümchen folgt sanft der Sonne | The Daisy follows soft the Sun | 15. Jan. 2021            | 15. Jan. 2021                                  | Rosemary Rodriguez | Robbie Macdonald            |
| Ohne Nachrichten von Sam beginnt Emily, an ihrer Arbeit zu zweifeln. Um ihre Inspiration neu zu wecken, begibt sie sich auf einen Ausflug in die Natur. |           |                                         |                                |                          |                                                |                    |                             |
| 15 | 5         | Verbotene Früchte schmecken anders      | Forbidden Fruit a flavor has   | 22. Jan. 2021            | 22. Jan. 2021                                  | Silas Howard       | Ken Greller                 |
| Als sie begreift, dass Sam ihr Gedicht veröffentlichen will, nutzt Emily während einer Soirée von Sue die Gelegenheit, ihn etwas näher zu kennenlernen. |           |                                         |                                |                          |                                                |                    |                             |
| 16 | 6         | Spalte die Lerche                       | Split the lark                 | 29. Jan. 2021            | 29. Jan. 2021                                  | Silas Howard       | Alena Smith                 |
| Die Dinge laufen nicht wie geplant, als Emily Sam bei einem Besuch in der Oper ihre Dankbarkeit zeigen will.                                            |           |                                         |                                |                          |                                                |                    |                             |
| 17 | 7         | Die Ewigkeit – liegt nur im Jetzt       | Forever – is composed of Nows  | 5. Feb. 2021             | 5. Feb. 2021                                   | Stacie Passon      | Yael Green                  |
| Weil sie denkt, ihre Veröffentlichung vermasselt zu haben, fällt Emily in eine tiefe Depression. Eine Wasserkur soll helfen.                            |           |                                         |                                |                          |                                                |                    |                             |
| 18 | 8         | Ich bin Niemand! Wer bist du?           | I’m Nobody! Who are you?       | 12. Feb. 2021            | 12. Feb. 2021                                  | Stacie Passon      | Alena Smith & Ayo Edebiri   |
| Als ihr Gedicht in Sams Zeitung gedruckt wird, muss Emily schockiert feststellen, dass sie für die Welt unsichtbar geworden ist.                        |           |                                         |                                |                          |                                                |                    |                             |
| 19 | 9         | Ich mag den Schein der Agonie           | I Like a Look of Agony         | 19. Feb. 2021            | 19. Feb. 2021                                  | Silas Howard       | Robbie Macdonald            |
| Um seinen Schmerz zu verdrängen, gibt Austin eine Teeparty für alte Freunde, die aber durch politische Ereignisse in den Hintergrund gerät.             |           |                                         |                                |                          |                                                |                    |                             |
| 20 | 10        | Ein Feuer kann man nicht löschen        | You cannot put a Fire out      | 26. Feb. 2021            | 26. Feb. 2021                                  | Silas Howard       | Alena Smith                 |
| Während die Gemeinde der Taufe von Janes Baby beiwohnt, versucht Emily, ihre Gedichte von Sam zurückzuverlangen.                                        |           |                                         |                                |                          |                                                |                    |                             |

### Staffel 3
| Nr. (ges.) | Nr. (St.) | Deutscher Titel                             | Originaltitel                      | Erstveröffentlichung USA | Deutschsprachige Erstveröffentlichung (D/A/CH) | Regie          | Drehbuch                           |
| --- | --------- | ------------------------------------------- | ---------------------------------- | ------------------------ | ---------------------------------------------- | -------------- | ---------------------------------- |
| 21 | 1         | “Hoffnung” ist ein Ding mit Federn          | “Hope” is the thing with feathers  | 5. Nov. 2021             | 5. Nov. 2021                                   | Silas Howard   | Alena Smith                        |
| Inmitten zunehmender Verluste durch den Bürgerkrieg, trauern die Dickinsons um einen ihrer eigenen Angehörigen. Emily kämpft darum, den Frieden in ihrer Familie zu bewahren.                                             |           |                                             |                                    |                          |                                                |                |                                    |
| 22 | 2         | Es ist eine Schande am Leben zu sein        | It feels a shame to be Alive -     | 5. Nov. 2021             | 5. Nov. 2021                                   | Silas Howard   | Robbie MacDonald                   |
| Frazar Stearns geht seinem Schicksal auf dem Schlachtfeld entgegen, während Familie Dickinson ein neues Leben willkommen heißt.                                                                                           |           |                                             |                                    |                          |                                                |                |                                    |
| 23 | 3         | Die Seele hat badagierte Momente            | The Soul has Bandaged moments      | 5. Nov. 2021             | 5. Nov. 2021                                   | Rachael Holder | Sophie Zucker                      |
| Entschlossen zu helfen, die Nation zu heilen, veranstalten Emily und Lavinia mit Hilfe von Betty, der besten Näherin von Amherst, einen Nähkreis zur Unterstützung der Truppen.                                           |           |                                             |                                    |                          |                                                |                |                                    |
| 24 | 4         | Dies ist mein Brief an die Welt             | This is my letter to the World     | 12. Nov. 2021            | 12. Nov. 2021                                  | Rachael Holder | Ken Greller & R. Eric Thomas       |
| Emily versucht, mit dem Schmerz des Krieges umzugehen, indem sie mit einem Oberst der Unionsarmee in eine Briefwechsel tritt und ein Feldlazarett besucht. Henry übernimmt einen neuen Auftrag und unterrichtet Soldaten. |           |                                             |                                    |                          |                                                |                |                                    |
| 25 | 5         | Aus dem Herzen gesunden, Sire               | Sang from the Hart, Sire           | 19. Nov. 2021            | 19. Nov. 2021                                  | Keith Powell   | Alena Smith & Francis Weiss Rabkin |
| Emily versucht, den Geburtstag ihres Vaters mit einem altmodischen Familiensingen zu feiern, doch die Feier verwandelt sich in einen persönlichen Bürgerkrieg der Dickinsons.                                             |           |                                             |                                    |                          |                                                |                |                                    |
| 26 | 6         | Eine kleine Frühlings-Verrücktheit          | A little Madness in the Spring     | 25. Nov. 2021            | 25. Nov. 2021                                  | Silas Howard   | Ayo Edebiri                        |
| Die Dickinsons unternehmen einen lustigen Familienausflug in eine Irrenanstalt. Henry hilft den Soldaten bei einer Inspektion ihrer Uniformen.                                                                            |           |                                             |                                    |                          |                                                |                |                                    |
| 27 | 7         | Die Zukunft hat nie gesprochen              | The Future never spoke             | 3. Dez. 2021             | 3. Dez. 2021                                   | Heather Jack   | Alena Smith                        |
| Nach einem Zusammenstoß mit Sue wünscht sich Emily, diesen unruhigen Zeiten ganz zu entfliehen. Austin kämpft mit der Verantwortung eines Mannes in Kriegszeiten.                                                         |           |                                             |                                    |                          |                                                |                |                                    |
| 28 | 8         | Mein Leben stand still - Gewehr ist geladen | My life had stood - a loaded gun - | 10. Dez. 2021            | 10. Dez. 2021                                  | Heather Jack   | Robbie MacDonald                   |
| Am Tag der Gedenkfeier für einen gefallenen Soldaten, stürzen Emilys Bemühungen, Hoffnungen für ihre Familie aufrechtzuerhalten, sie in ein persönliches Inferno und bringt sie an ihre Grenzen.                          |           |                                             |                                    |                          |                                                |                |                                    |
| 29 | 9         | Trauer ist eine Maus                        | Grief is a Mouse                   | 17. Dez. 2021            | 17. Dez. 2021                                  | Heather Jack   | Robbie MacDonald                   |
| Emily unternimmt notwendige Schritte, um sicherzustellen, dass ihre Familie die Fehler der Vergangenheit nicht wiederholt. Die Amherst-Gang versammelt sich zu einem gefühlvollen Abschiedsfest.                          |           |                                             |                                    |                          |                                                |                |                                    |
| 30 | 10        | Dies war eine Poetin                        | This was a Poet -                  | 24. Dez. 2021            | 24. Dez. 2021                                  | Alena Smith    | Alena Smith & R. Eric Thomas       |
| Emily bittet Betty, ihr beim Entwurf eines neuen Kleides zu helfen. Familie Dickinson wird von einem unerwarteten Gast überrascht.                                                                                        |           |                                             |                                    |                          |                                                |                |                                    |

## Produktion
Im Mai 2018 wurde bekannt, dass Apple grünes Licht für die Produktion der Serie gegeben hat. Auch wurde bekannt, dass Hailee Steinfeld die Hauptrolle als Emily Dickinson spielen wird.
Am 29. August 2018 wurde bekannt gegeben, dass Jane Krakowski in der Serie mitspielen wird. Am 29. September 2018, schlossen sich Toby Huss, Anna Baryshnikov, Ella Hunt und Adrian Enscoe der Besetzung an. Die Dreharbeiten der ersten Staffel fanden vom Januar bis März 2019 in Old Bethpage im US-Bundesstaat New York statt.
Im Oktober 2019 wurde die Serie, noch vor ihrer Veröffentlichung, für eine zweite Staffel verlängert.
Anfang September 2021 wurde das Startdatum für die 3. und zugleich auch letzte Staffel bekannt gegeben.